# Districtul Non Thai
Non Thai (în thailandeză โนนไทย) este un district (Amphoe) din provincia Nakhon Ratchasima, Thailanda, cu o populație de 74.911 locuitori și o suprafață de 542,0 km².

## Componență
Districtul este împărțit în 10 subdistricte (tambon), care sunt subdivizate în 131 de sate (muban).
| Nr. | Nume       | În thailandeză | Locuitori |
| --- | ---------- | -------------- | --------- |
| 01. | Non Thai   | โนนไทย         | 13,051    |
| 02. | Dan Chak   | ด่านจาก         | 08,862    |
| 03. | Kampang    | กำปัง           | 09,500    |
| 04. | Samrong    | สำโรง          | 06,907    |
| 05. | Khang Phlu | ค้างพลู          | 05,439    |
| 06. | Ban Wang   | บ้านวัง          | 04,841    |
| 07. | Banlang    | บัลลังก์          | 08,648    |
| 08. | Sai O      | สายออ          | 07,544    |
| 09. | Thanon Pho | ถนนโพธิ์         | 04,067    |
| 14. | Makha      | มะค่า           | 06,052    |

Numerele lipsă sunt subdistricte (tambon) care acum formează Phra Thong Kham district.